# Iglesia Presbiteriana Unida Calvary de South Park
La Iglesia Presbiteriana Unida Calvary de South Park (en inglés, South Park Calvary United Presbyterian Church) es una iglesia histórica construida en 1853 y ubicada en 1035 Broad Street en el vecindario Lincoln Park de Newark en el condado de Essex, Nueva Jersey (Estados Unidos). Solo queda la fachada, tras un incendio de 1992. También conocida como la Iglesia Presbiteriana de South Park, fue documentada por la Encuesta de Edificios Históricos en 1936. La iglesia se agregó al Registro Nacional de Lugares Históricos el 5 de diciembre de 1972 por su importancia en la arquitectura.

## Historia y descripción
La iglesia fue diseñada por el arquitecto John Welch, uno de los fundadores del American Institute of Architects, utilizando el estilo neogriego. Cuenta con un pórtico en piedra rojiza de Nueva Escocia con cuatro columnas jónicas. La iglesia también cuenta con dos torres circulares con columnas gemelas.
A partir de 2019, se cuenta con fondos para estabilizar la fachada y crear un espacio de actuación al aire libre detrás de ella.